# (90) Antíope
(90) Antíope es un asteroide perteneciente al cinturón de asteroides descubierto por Karl Theodor Robert Luther desde el observatorio de Düsseldorf-Bilk, Alemania, el 1 de octubre de 1866.
Se denominó Antíope en referencia al personaje de la mitología griega.

## Características orbitales
Antíope está situado a una distancia media de 3,151 ua del Sol, pudiendo alejarse hasta 3,67 ua. Su excentricidad es 0,1646 y la inclinación orbital 2,207°. Emplea en completar una órbita alrededor del Sol 2043 días. Forma parte de la familia asteroidal de Temis.